# Македонска младеж
„Македонска младеж“ с подзаглавие Орган на македонската прогресивна младеж в България е български комунистически месечен вестник, орган на Македонската народна студентска група близка до ВМРО (обединена).
Вестникът е създаден в град София на 1 октомври 1933 година. Печата се в печатница „Типограф“ и в печатница „Хаджи Димитър“. Като редактори и сътрудници на вестника се изявяват Христо Андонов, Михаил Сматракалев, Васил Ивановски, Коста Веселинов, Коста Николов, Асен Чаръкчиев, Димитър Шарланджиев. Ръководството на вестника влиза в спор с вестник „Македонска борба“ на ВМРО на Иван Михайлов. Вестникът е забранен след Деветнадесетомайския преврат. От него излизат само три броя.